# Laurent Madouas
Laurent Madouas [uitspraak: mɑdu'ʋɑs, fonetisch: madoewas] (Rennes, 8 februari 1967) is een Frans voormalig wielrenner. Hij was beroepsrenner van 1989 tot 2001 en reed voor onder meer Castorama, Motorola, Lotto en Festina. Hij is de vader van Valentin Madouas.

## Carrière
In 1988 werd Laurent Madouas tweede op het Franse kampioenschap voor amateurs, waarna hij een contract mocht tekenen bij de topploeg Z-Peugeot. In 1995 reed Madouas in dienst van Armand de Las Cuevas de Ronde van Italië. Nadat zijn kopman zijn sleutelbeen breekt en uitvalt wordt Madouas, die goed kan klimmen, kopman van Castorama. Hij weet in zowel de Ronde van Italië, als de Ronde van Frankrijk als 12e te eindigen. Verder behaalde hij in 1992 de 11e plaats in de Ronde van Lombardije en in 1996 de vierde plaats in Luik-Bastenaken-Luik. Madouas beëindigde in 2001 zijn carrière bij Festina.

## Persoonlijk leven
Zijn zoon Valentin is tevens professioneel wielrenner en rijdt anno 2021 voor Groupama-FDJ.

## Belangrijkste overwinningen
1993
1e etappe Ronde van de Sarthe
1994
Cholet-Pays de la Loire
1996
4e etappe Ronde van Zweden
1999
5e etappe Critérium du Dauphiné

## Resultaten in voornaamste wedstrijden
| Jaar | Ronde van Italië | Ronde van Frankrijk | Ronde van Spanje |
| ---- | ---------------- | ------------------- | ---------------- |
| 1989 |                  |                     |                  |
| 1990 |                  |                     |                  |
| 1991 |                  |                     |                  |
| 1992 |                  |                     |                  |
| 1993 | 34e              | 22e                 |                  |
| 1994 | 27e              | opgave              |                  |
| 1995 | 12e              | 12e                 |                  |
| 1996 |                  | 23e                 |                  |
| 1997 |                  | 25e                 |                  |
| 1998 |                  | 22e                 | buiten tijd      |
| 1999 |                  | 44e                 |                  |
| 2000 |                  | 35e                 |                  |
| 2001 |                  |                     |                  |

| Jaar | Milaan-San Remo | Amstel Gold Race | Luik-Bast.‑Luik | Ronde van Lombardije | Waalse Pijl | Parijs-Tours | Bretagne Classic |  | WK op de weg |
| ---- | --------------- | ---------------- | --------------- | -------------------- | ----------- | ------------ | ---------------- |  | ------------ |
| 1989 |                 |                  |                 |                      |             | 139e         |                  |  |              |
| 1990 |                 |                  |                 | 65e                  |             | 119e         |                  |  |              |
| 1991 | 54e             |                  |                 |                      |             |              | 7e               |  |              |
| 1992 | 85e             |                  | 51e             | 11e                  |             | 95e          |                  |  |              |
| 1993 |                 |                  | 35e             |                      |             |              |                  |  | 13e          |
| 1994 |                 |                  | 39e             |                      | 31e         |              | 18e              |  | 13e          |
| 1995 |                 | 34e              |                 |                      | 41e         |              | ↑                |  |              |
| 1996 |                 | 24e              | 4e              |                      | 16e         |              | 22e              |  |              |
| 1997 | 112e            | 39e              | 9e              |                      | 27e         | 117e         | 4e               |  |              |
| 1998 |                 |                  |                 |                      |             |              | 7e               |  |              |
| 1999 |                 |                  |                 |                      |             |              |                  |  |              |
| 2000 |                 |                  |                 |                      |             |              | 53e              |  |              |
| 2001 |                 |                  |                 |                      | 95e         |              | 62e              |  |              |

## Ploegen
- 1989 –  Z-Peugeot (vanaf 01-09)
- 1990 –  Z-Tomasso
- 1991 –  Toshiba
- 1992 –  Castorama
- 1993 –  Castorama
- 1994 –  Castorama
- 1995 –  Castorama
- 1996 –  Motorola
- 1997 –  Lotto-Mobistar
- 1998 –  Lotto-Mobistar
- 1999 –  Festina-Lotus
- 2000 –  Festina
- 2001 –  Festina